# Eurypteryx shelfordi
Eurypteryx shelfordi là một loài bướm đêm thuộc họ Sphingidae. Nó được tìm thấy ở Borneo và Sumatra.
Chiều dài cánh trước là 42–46 mm.